# Heine-Haus (Hamburg-Neustadt)

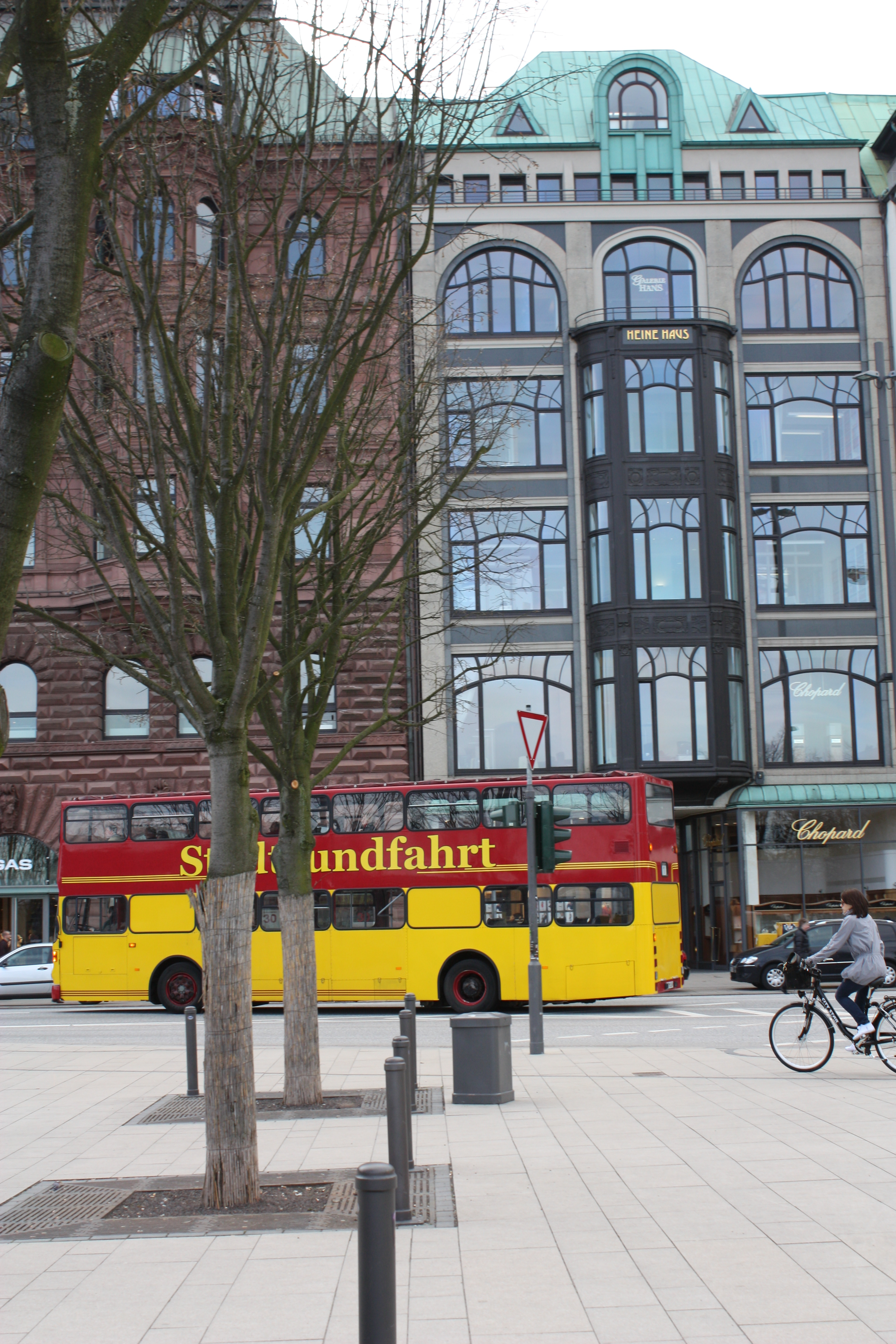
Das Heine-Haus im Jahr 2009

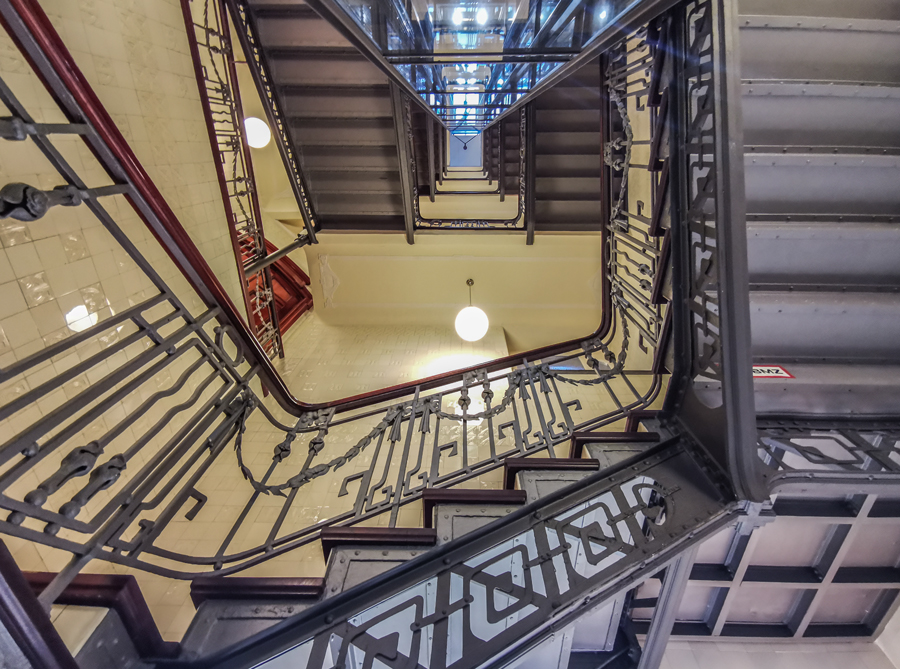
Treppenhaus des Kontorhauses Heine-Haus

Das Heine-Haus ist ein mehrstöckiges Kontorhaus in der Hamburg-Neustadt am Jungfernstieg 34. Es wurde 1903 nach Plänen von Ricardo Bahre errichtet und trägt von Beginn an den Namen Heine-Haus.

## Heutiger Zustand
Der Eingang des Hauses ist mittig zwischen zwei Ladengeschäften. Im zentralen Treppenhaus führt ein Fahrstuhl bis in das vierte Stockwerk. Mittig in der Fassade steht ein verglaster Erker über drei Stockwerke hervor. Die großen, im Jugendstil ausgeformten Fenster bilden einen markanten Kontrast zu den Nachbargebäuden. Rundbogige Fenster in der vierten Etage bilden den Abschluss der Fassade. Das Dach ist nach Kriegsschäden neu aufgebaut worden. 2002 wurde das Heine-Haus nach Entwürfen vom Architekturbüro Ockelmann, Rottgardt & Partner umgebaut und renoviert. Das Heine-Haus ist in der Liste der Kulturdenkmäler in Hamburg-Neustadt eingetragen und trägt die lfd. Nr. 12774. Eigentümer des Gebäudes ist die Campe’sche Historische Kunststiftung.

## Geschichte

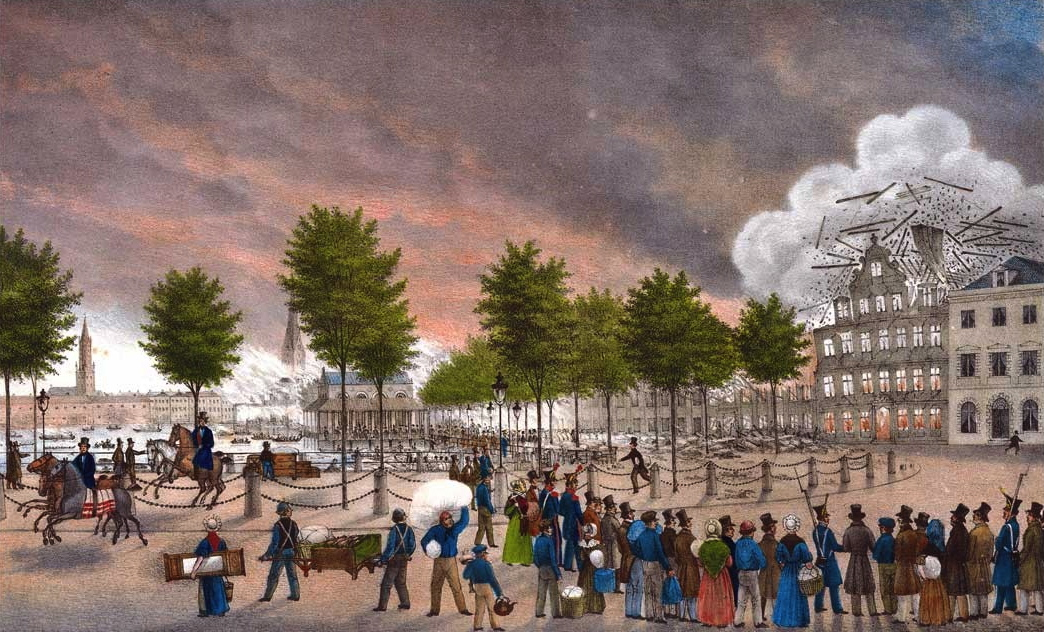
Sprengung Haus Heine 1842 (Zeichnung und Druck: Gebrüder Suhr, Hamburg)

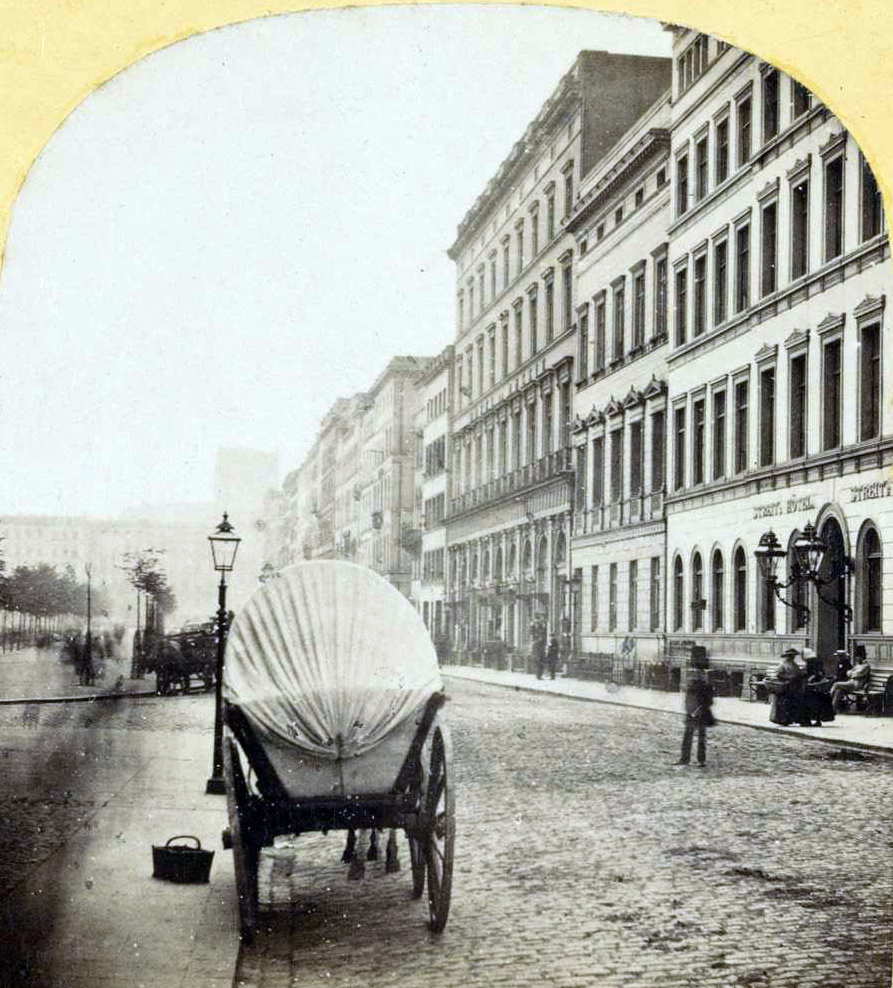
Das von Forsmann errichtete Haus; zweites von rechts; Jungfernstieg um 1870

### – 1842
Der Standort, an dem das Heine-Haus steht, ist seit Mitte der 1820er Jahre mit dem Namen „Heine“ verbunden. Seit dieser Zeit wohnte und arbeitete hier der Bankier Salomon Heine. Am 7. Mai 1842 musste das Gebäude, das 1836 sein Schwiegersohn Adolph Halle erworben hatte, gesprengt werden, um eine weitere Ausbreitung des Großbrandes, der nahezu ein Drittel der Hamburger Innenstadt vernichtet hatte, zu verhindern. Auch die unmittelbar angrenzenden Gebäude waren betroffen: das Hotel „Alte Stadt London“ und „Streit's Hotel“ wurden ebenfalls gesprengt.

### 1845 – 1866
An gleicher Stelle wurde vom Architekten Franz Gustav Forsmann im spät-klassizistischen Stil ein dreigeschossiges Haus gebaut. Vermutlich hat Salomon Heine das Haus nie bewohnt, da er vor dessen Fertigstellung verstorben war. Mit dem Einzug 1845 wurde Therese Halle als Erbin Eigentümerin. Anstelle des Hotels „Alte Stadt London“ war Sillem’s Bazar entstanden. Das „Streit's Hotel“ wurde wieder aufgebaut.

### 1867 – 1900

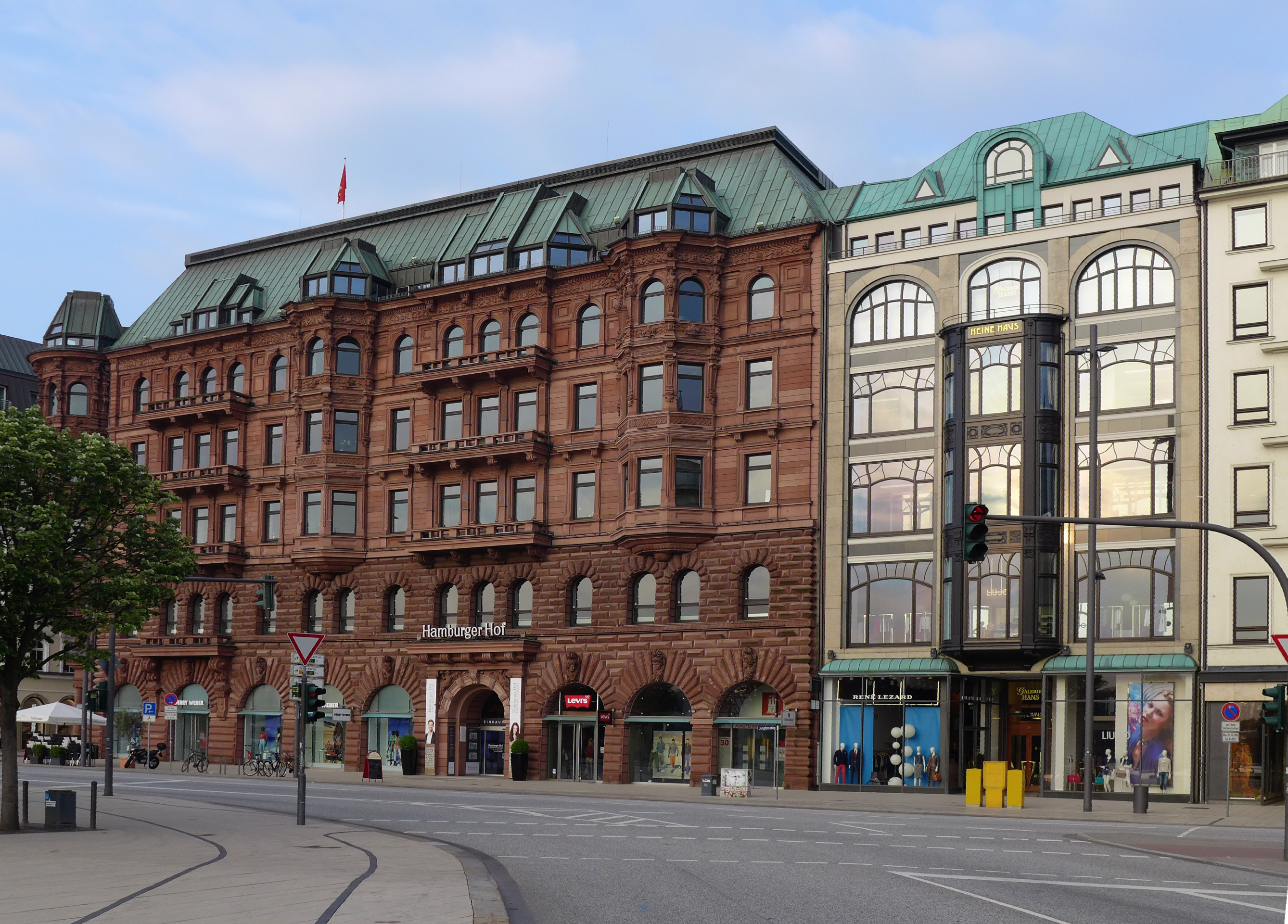
Links der Hamburger Hof, rechts das Heine-Haus

Nach dem Tod ihres Mannes im Jahr 1866 beauftragte Therese Halle den Architekten Martin Haller mit dem Umbau des Hauses zu einer Unterkunft für alleinstehende Frauen. Therese Halle hatte dafür das „Heine'sche Asyl“ für Witwen und Jungfrauen ab 50 Jahren ohne Unterschied des Standes und der Konfession gegründet. Zu den ca. 45 Bewohnerinnen gehörte u. a. Luise Fröbel, deren Name und der ihres Mannes mit der Einführung von Kindergärten eng verbunden ist. Die als „Heine'sche Asyl“ benannte Einrichtung, die 1867 als Eigentümerin eingetragen wurde,  bestand an dieser Stelle bis zum Verkauf. Im September 1902 eröffnete am Holstenwall ein neuerichtetes Haus. Es existiert heutzutage unter der Bezeichnung „Heine'sches Wohnstift“ seit 2006 innerhalb der Hartwig-Hesse-Stiftung.
Im Jahr 1880 wurden das Nachbargebäude „Sillem’s Bazar“ und die an die Straße „Große Bleichen“ angrenzenden Häuser abgerissen. An dieser Stelle wurde 1883 das Hotel „Hamburger Hof“ errichtet.

### 1903 – 1953
Im Jahre 1900 wurde das Grundstück für 450.000 Mark an Julius Campe jun. verkauft. Er ließ das Forsmann-Gebäude abreißen und beauftragte das Architekturbüro Bahre & Querfeld mit dem Bau eines Büro- und Geschäftsgebäudes. In der zweiten Hälfte des Jahres 1903 war der Neubau bezugsfertig, am 6. Dezember eröffnete das „Wein-Restaurant W. Schümann“ seine neuen Lokalitäten. Julius Campe jun., dessen Patenonkel Heinrich Heine war, benannte das Gebäude „Heine-Haus“. Campe starb 1909. Testamentsvollstrecker waren Julius Kallmes und der Rechtsanwalt H.[Hermann] Kleinschmidt. Kallmes hatte zu einem unbekannten Zeitpunkt eine Hälfte des Hauses erworben. Aus dem Campeschen Testament ging später die „Campe’sche Historische Kunststiftung“ hervor, die heutzutage Eigentümerin des „Heine-Hause“s ist. Nachdem seit den 1920er Jahren „Kallmes und Miteign.“ über viele Jahre im Straßenverzeichnis der Hamburger Adressbücher als Eigentümer eingetragen gewesen waren, erschien in der Ausgabe von 1940 der Eintrag: „Campe, Jul. Erben“. Zudem war auch der Name des Kontorhauses geändert worden, er lautete: „Julius-Campe-Haus“. Ab der Ausgabe von 1953 erschienen wieder als Miteigentümer „J. Kallmes Erben“ und auch der Name des Hauses lautete wieder „Heine-Haus“.

### Hausnummer
- Jungfernstieg 6 bis 1833[13]
- Jungfernstieg 28 bis 1843[14]
- Jungfernstieg 18 bis 1885
- Jungfernstieg 34 ab 1885

## Mieter (Auswahl)

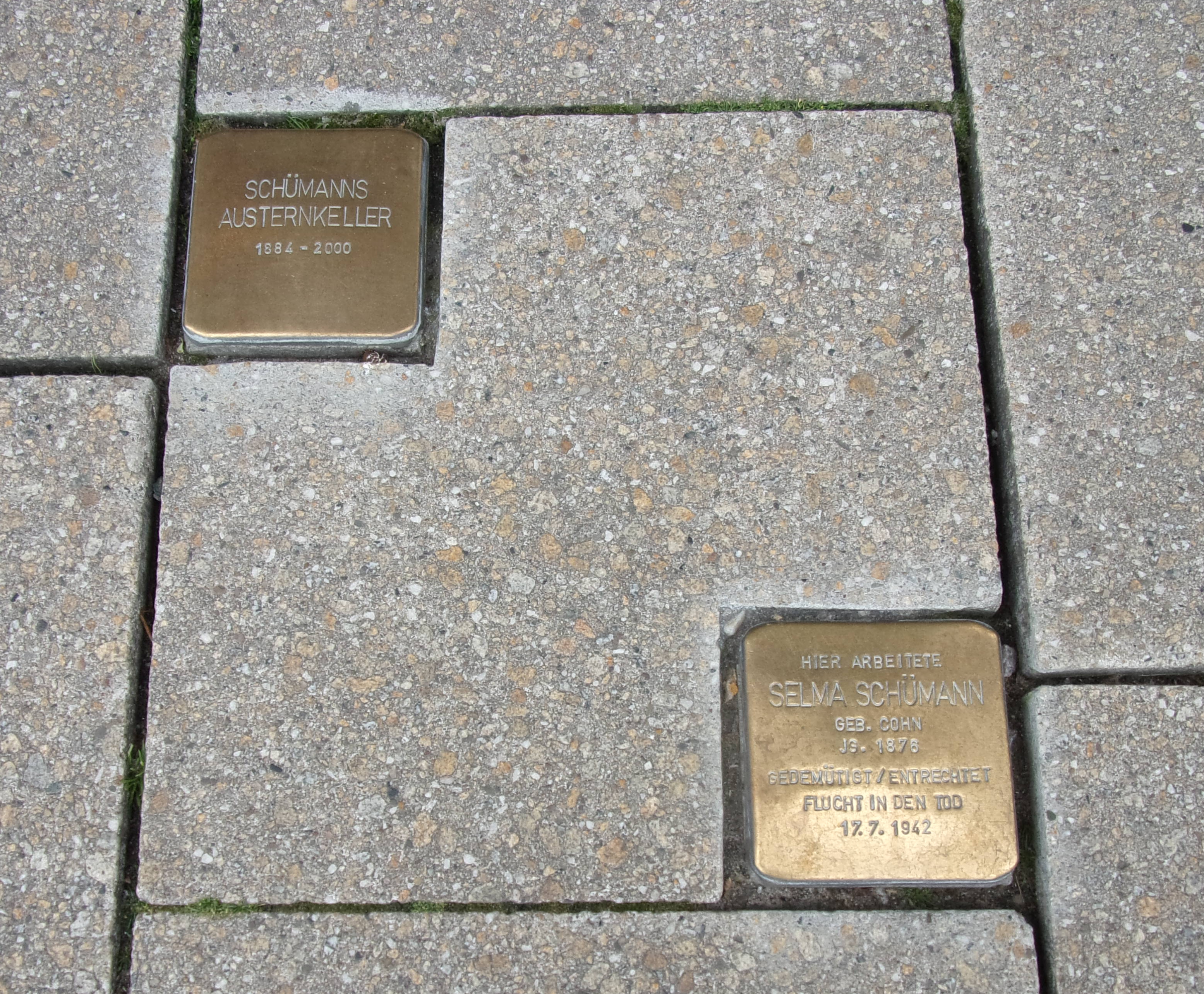
Stolpersteine vor dem Haus für Schümanns Austernkeller und Selma Schümann

- 1906–1939 Photographisches Atelier Rudolf Dührkoop und Nachfolger.[15] Der Photograph Rudolf Dührkoop hatte im September 1906 zwei Etagen neu bezogen. Die Ausgestaltung der Räumlichkeiten geschah durch Gustav Peter Dorén. Rudolf Dührkoop überließ Ende des Jahres 1906 seiner Tochter Minya Dührkoop das Atelier. Nach ihrem Tode 1929 wurde das Atelier unter dem Namen „Minya Dührkoop“ an dieser Stelle bis 1939 betrieben.
- 1934–1988 Hamburger Kinderstube
- 1904–2000 Schümanns Austernkeller.[16] Wilhelm Schümann,[17] Selma Schümann,[18] Jutta Schümann[19]
- 1905–1914 Hamburger Sport-Club (Betreiber einer Pferderennbahn in Groß–Borstel).
- 1904–1953 Steinway & Sons[20][21]
- 1927 bis mindestens 1975 Carl Kellner Hutfabrik (Ladengeschäft)